# Schillstraße 7 a–c

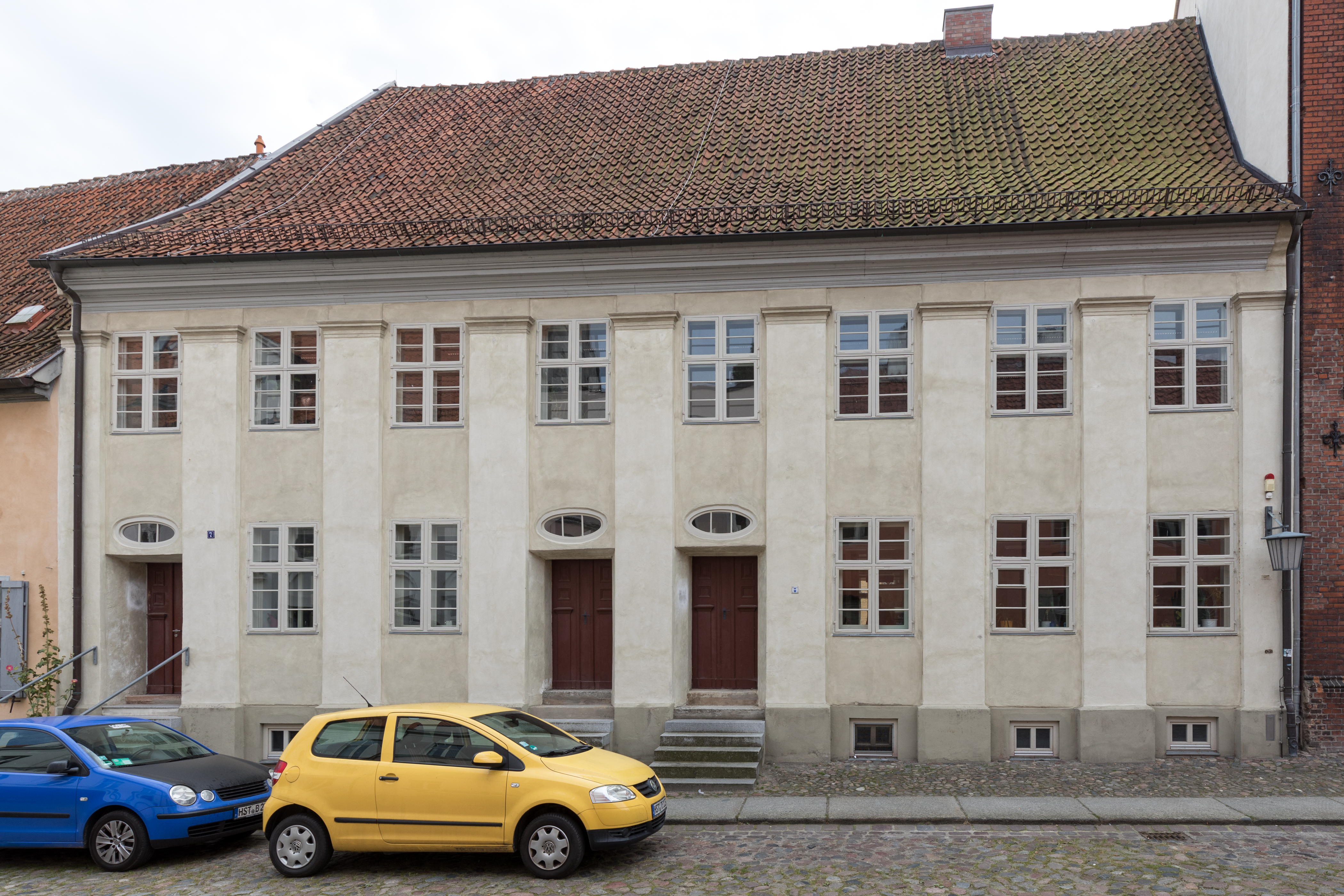
Schillstraße 7 in Stralsund

Das Gebäude mit der postalischen Adresse Schillstraße 7 a–c ist ein denkmalgeschütztes Bauwerk in der Schillstraße in Stralsund. Es ist Teil des einstigen Klosterkomplexes St. Annen und Brigitten.
Der zweigeschossige und achtachsige traufständige Putzbau stammt im Kern aus dem Mittelalter; es handelte sich um die vier Buden des Klosters. In der zweiten Hälfte des 18. Jahrhunderts erhielt das Gebäude seine heutige Gestalt.
Die Fassade ist schlicht gestaltet. Geschossübergreifende Pilaster prägen die Ansicht. Die drei Türen sind erhöht gelegen und nur über Treppenstufen erreichbar, über ihnen sind querovale Fenster angeordnet.
Das Haus liegt im Kerngebiet des von der UNESCO als Weltkulturerbe anerkannten Stadtgebietes des Kulturgutes „Historische Altstädte Stralsund und Wismar“. In die Liste der Baudenkmale in Stralsund ist es mit der Nummer 678 eingetragen.